# Hochmättli
Le Hochmättli est un sommet des Alpes glaronaises qui culmine à 2 251 m sur la frontière des cantons de Glaris et de Saint-Gall.
Le chaînon Hochmättli-Silberspitz est bordé par la vallée de Murg (de) au sud-est et par la Mürtschenalp (de) au nord-ouest.
Le sommet du Hochmättli est traversé par la frontière entre Obstalden (commune de Glaris Nord, dans le canton de Glaris) et Murg (commune de Quarten, dans le canton de Saint-Gall). À 570 m au sud-est se trouve le sommet adjacent du Chli Hochmättli, qui culmine à 2 193 m.
L'isolation topographique du Hochmättli est de 2,7 km (distance au Schwarzstöckli). Sa proéminence est de 267 m par rapport au Murgseefurggel.